# Bassus minor
Bassus minor är en stekelart som först beskrevs av Szepligeti 1905.  Bassus minor ingår i släktet Bassus och familjen bracksteklar. Inga underarter finns listade.